# Tylocephale gilmorei
Tylocephale gilmorei es la única especie conocida del género extinto Tylocephale (gr.“cúpula hinchada”) de dinosaurio marginocéfalo, paquicefalosaurino, que vivió a finales del período Cretácico, hace aproximadamente 75 millones de años, en el Campaniense, en Asia. 

Comparación de tamaño.

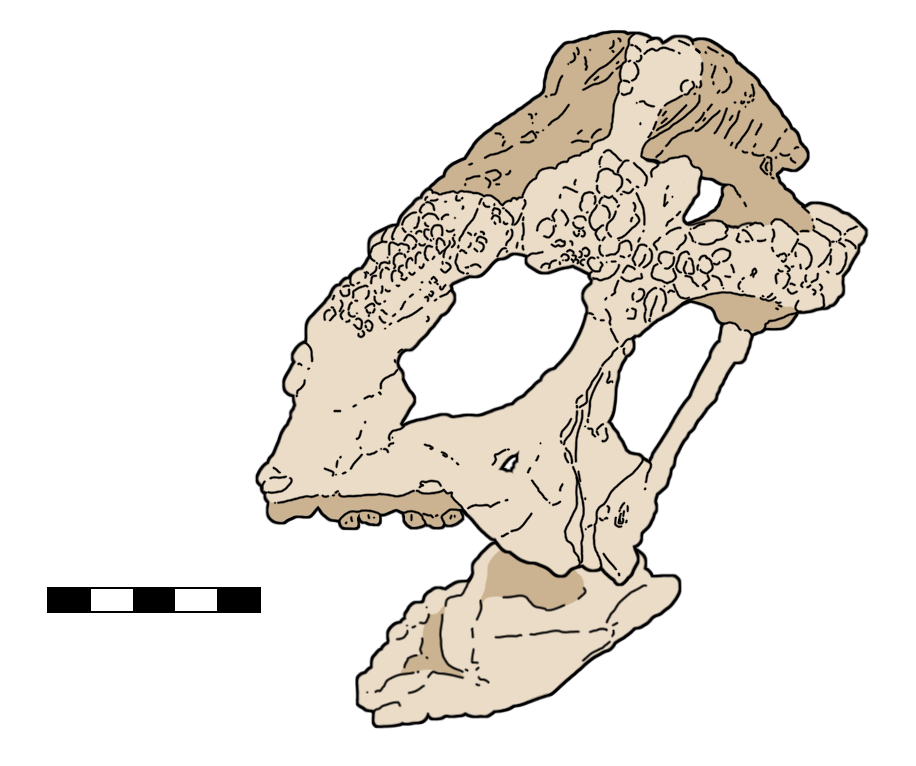
Ilustración del cráneo del holotipo.

Encontrado en la región de Khulsan, Mongolia, la especie tipo fue descrita por Maryańska y Osmólska en 1974. Conocido solo por el cráneo, el más alto entre los paquicefalosáuridos, y partes de la mandíbula inferior. Media alrededor de 2 metros de largo y 40 kilogramos de masa. El la cúpula del cráneo incorporaba el postorbital y el cuadrado y debido a que el reborde del parieto-escamoso es estrecha, es posible que la ventana temporal este ausente. El domo y el occipucio son estrechos y la barra del postorbital y el cuadrado más delgados que en el Prenocephale. Tylocephale vivió durante la etapa de Campaniense, hace alrededor de 74 millones de años. Fue descubierto en la localidad de Khulsan de la Formación Barun Goyot, Mongolia , en algún momento entre 1965 y 1971. La especie tipo es T. gilmorei, descrita por Teresa Maryańska y Osmólska en 1974 basándose en un cráneo parcial, espécimen ZPAL MgD-I/105. Los paquicefalosáuridos evolucionaron en Asia y luego migraron a América del Norte, por lo que es probable que Tylocephale volviera a migrar a Asia. Está estrechamente relacionado con Prenocephale.